# San Polo di Piave
San Polo di Piave là một đô thị ở tỉnh Treviso trong vùng Veneto, có cự ly khoảng 40 km về phía bắc của Venice và khoảng 15 km về phía đông bắc của Treviso. Tại thời điểm ngày 31 tháng 12 năm 2004, đô thị này có dân số 4.845 người và diện tích là 20,9 km².
Đô thị San Polo di Piave có các frazione (subdivision) Rai và San Giorgio, nơi có tòa giáo đường nhỏ xây năm 1200 more information Lưu trữ ngày 13 tháng 11 năm 2007 tại Wayback Machine.
San Polo di Piave giáp các đô thị: Cimadolmo, Fontanelle, Ormelle, Vazzola.